# Zolotnîțke, Kompaniivka
Zolotnîțke (în ucraineană Золотницьке) este un sat în comuna Neceaiivka din raionul Kompaniivka, regiunea Kirovohrad, Ucraina.

## Demografie
Componența lingvistică a localității Zolotnîțke
     Ucraineană (90,91%)
     Română (9,09%)
Conform recensământului din 2001, majoritatea populației localității Zolotnîțke era vorbitoare de ucraineană (90,91%), existând în minoritate și vorbitori de română (9,09%).